# Sermuth
Sermuth ist ein Ortsteil der Stadt Colditz im Landkreis Leipzig in Sachsen. Er entstand am 1. Oktober 1937 durch Zusammenschluss der Orte Kleinsermuth, Großsermuth und Kötteritzsch. Die Gemeinde Sermuth wurde am 1. März 1991 mit der Gemeinde Schönbach zur Gemeinde Sermuth-Schönbach zusammengeschlossen, die im Rahmen einer Gebietsreform am 1. Januar 1994 der Gemeinde Großbothen zugeordnet wurde. Mit der Auflösung der Gemeinde Großbothen kam Sermuth am 1. Januar 2011 als einer der vier südlichen Ortsteile zur Stadt Colditz.

## Geographie

### Geographische Lage und Verkehr

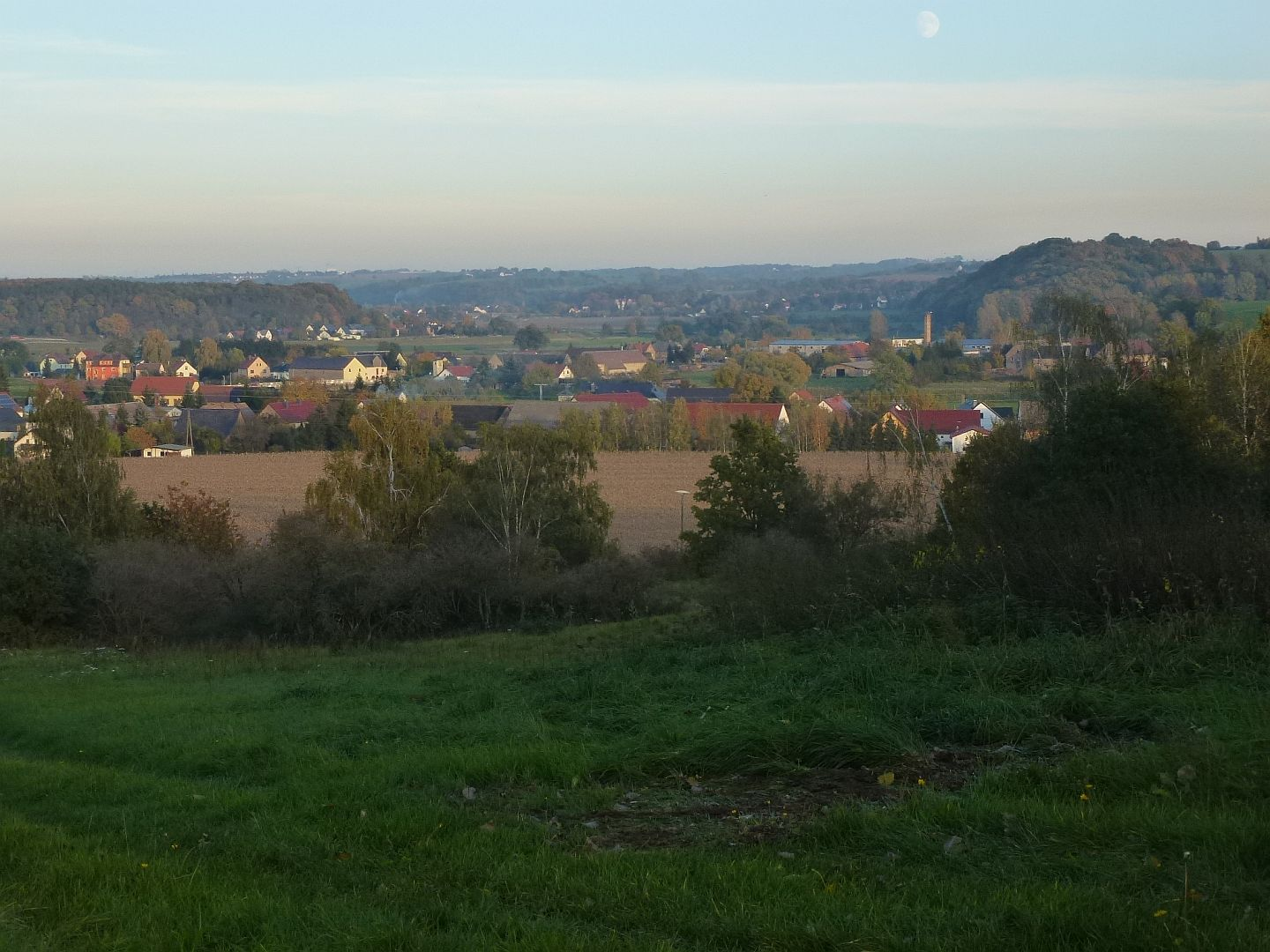
Tal der Freiberger Mulde (links) und Zwickauer Mulde (rechts)

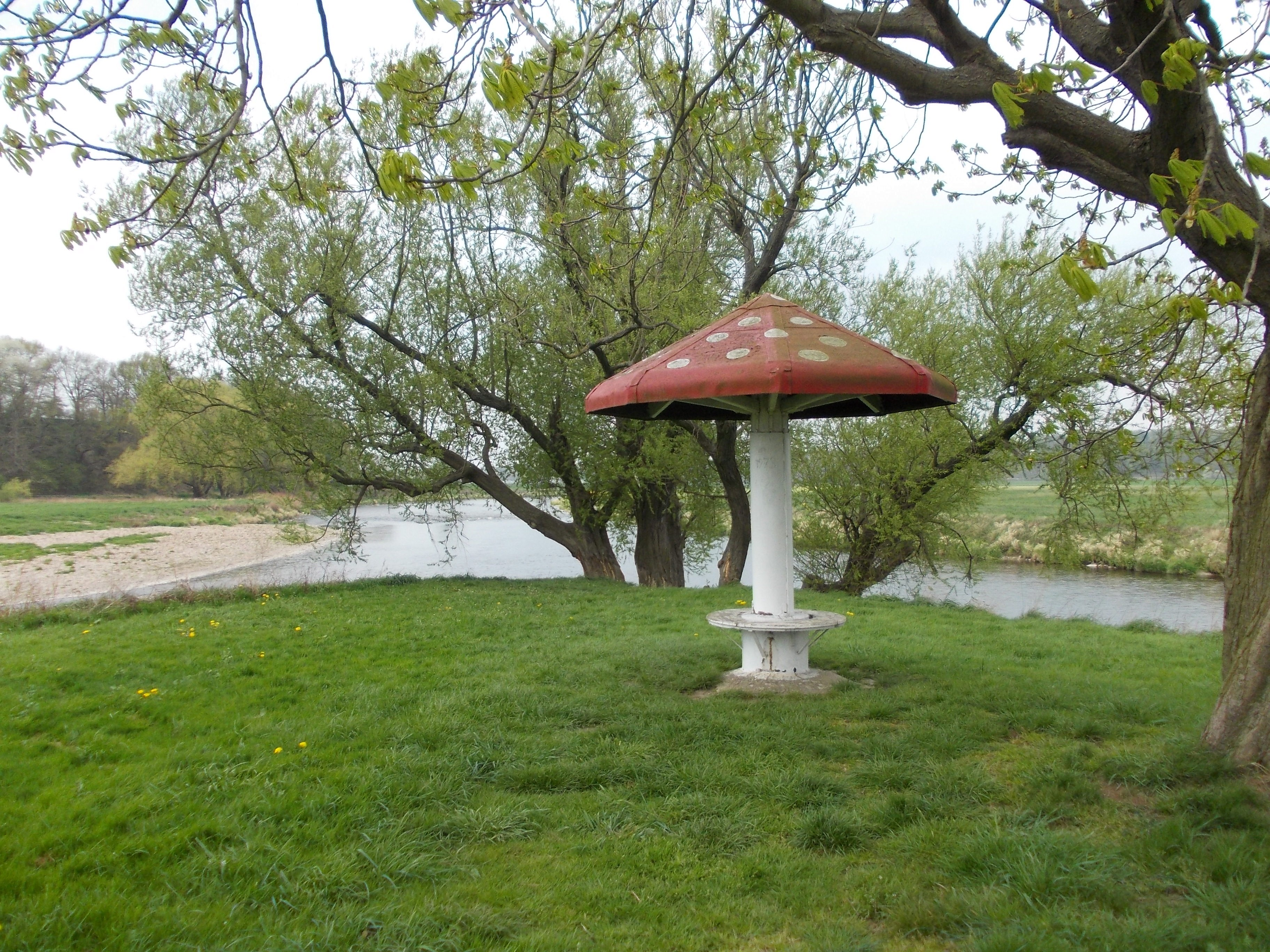
Zusammenfluss von Zwickauer und Freiberger Mulde

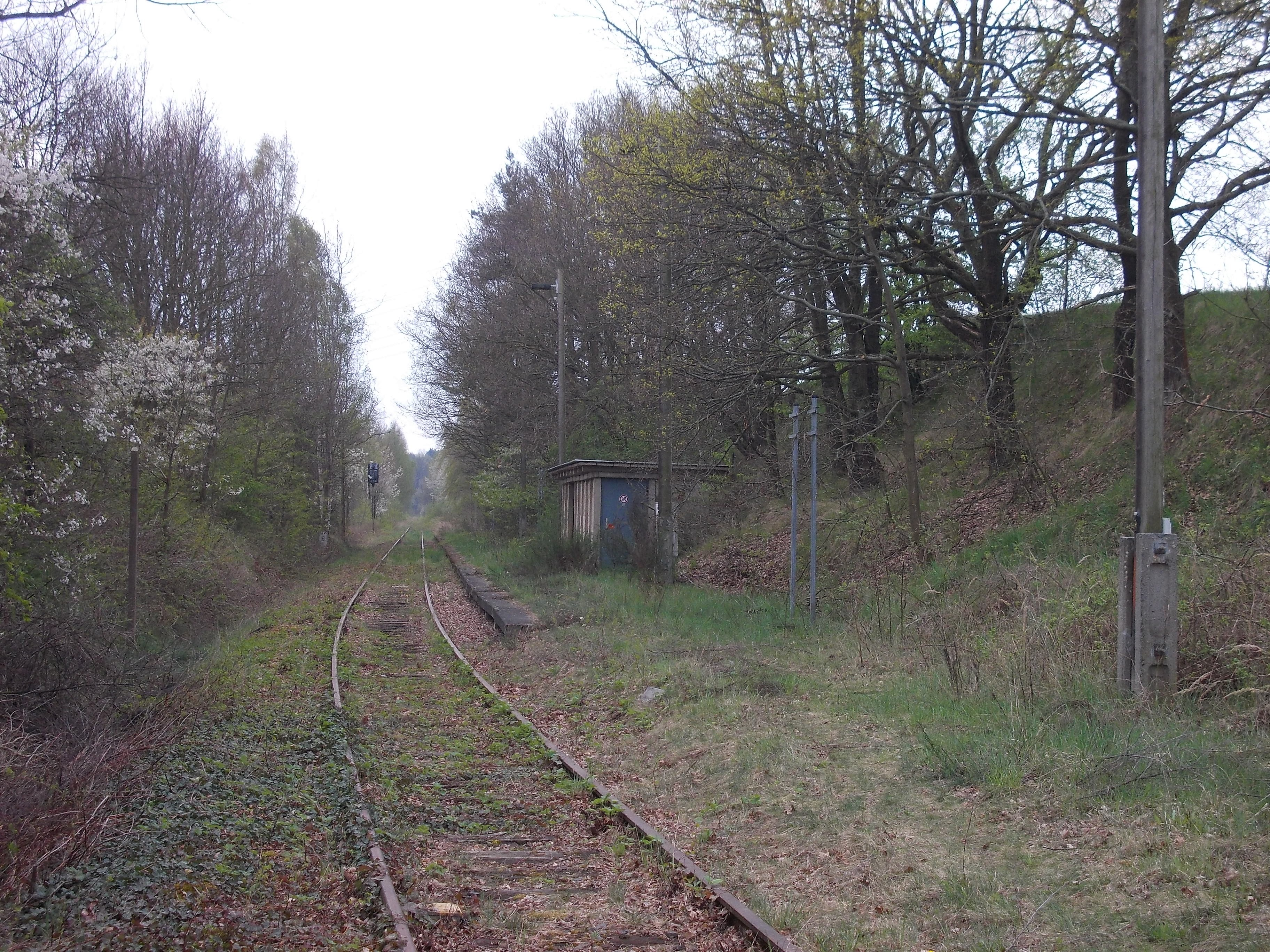
Ehemaliger Haltepunkt Sermuth der stillgelegten Muldentalbahn (2014)

Sermuth liegt ca. 4 km nördlich der Stadt Colditz und ist über die B 107 und die Kreisstraße 8340 mit ihr verbunden. Die Freiberger Mulde und die Zwickauer Mulde vereinigen sich in Sermuth zur Mulde, was den Ort überregional bekannt macht. Wenige Meter unterhalb der Muldenvereinigung mündet der Leitenbach ein.
Die Ortsteile Großsermuth und Kötteritzsch befinden sich westlich der Zwickauer Mulde, Kleinsermuth südlich der Muldenvereinigung zwischen Zwickauer Mulde im Westen und Freiberger Mulde im Osten. Ein Stück unbebaute Ortsflur befindet sich östlich der Freiberger Mulde. Dort grenzt die Ortsflur an den Thümmlitzwald. Der „Kiessandtagebau Sermuth I“ und der „Kiessandtagebau Sermuth II“ befinden sich westlich des Orts.
Nördlich von Sermuth befindet sich das Mitte der 1970er Jahre durch Bau eines Verbindungsbogens entstandene Gleisdreieck der stillgelegten Bahnstrecke Glauchau–Wurzen (Muldentalbahn) mit der noch in Betrieb befindlichen Bahnstrecke Borsdorf–Coswig. An der Muldentalbahn besaß Sermuth einen Haltepunkt. Aufgrund der geographischen Lage an zwei Flüssen besitzt Sermuth mehrere Brücken. Dies sind einerseits die beiden Straßenbrücken über die Zwickauer und die Freiberger Mulde und das Viadukt Kössern der Bahnstrecke Borsdorf–Coswig nördlich von Sermuth über die Vereinigte Mulde.

### Nachbarorte
| Leisenau   | Kössern                                     | Thümmlitzwald (Flur Keiselwitz) |
| Schönbach  | Kompassrose, die auf Nachbargemeinden zeigt | Erlln, Podelwitz                |
| Zschetzsch | Colditz                                     | Collmen                         |

## Geschichte

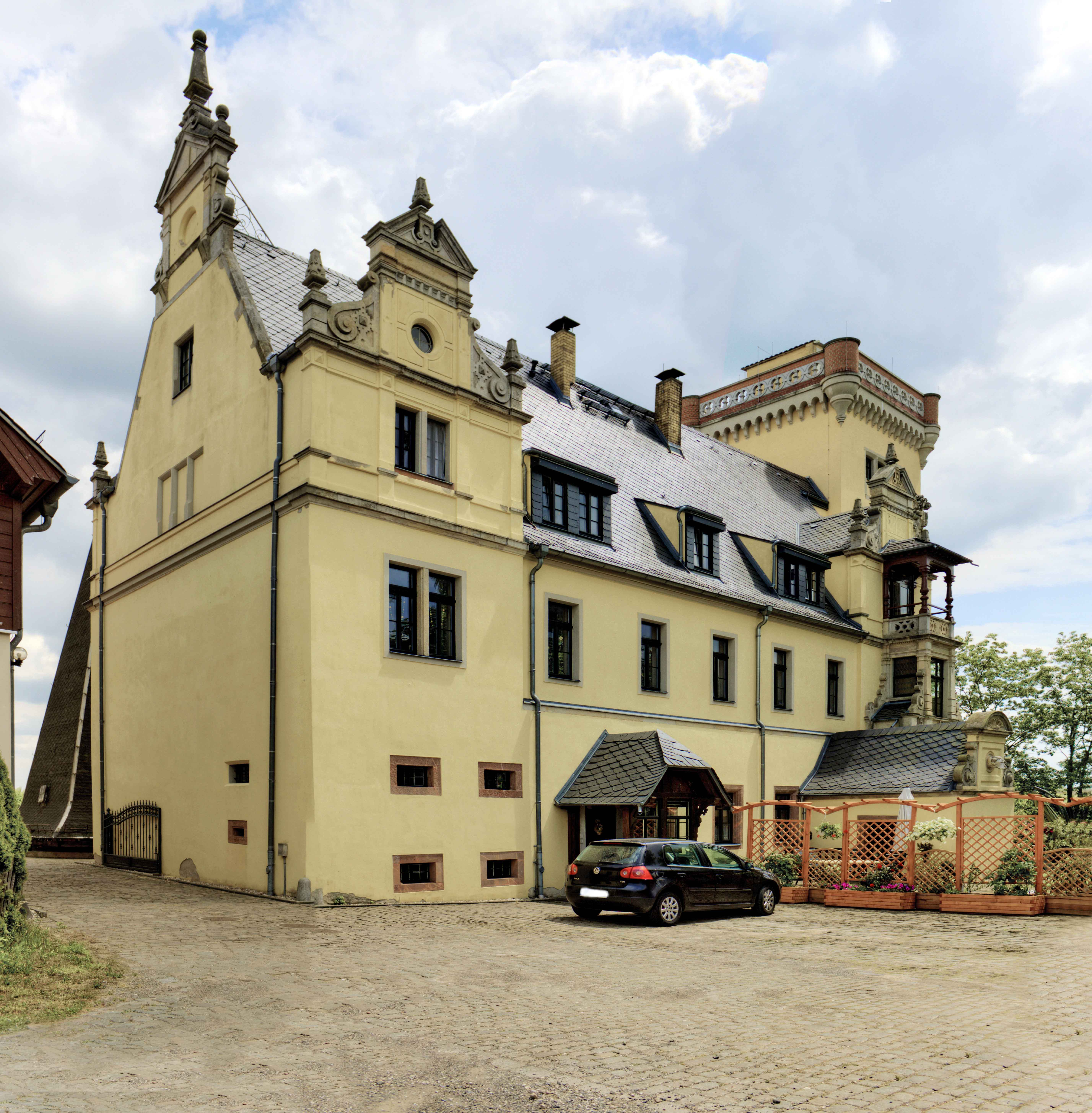
Schloss Kötteritzsch

Als Siedlung sorbischen Ursprungs wurde Sermuth erstmals 1286 unter dem Namen Sermut in Urkunden erwähnt. Das Platzdorf Kleinsermuth, gelegen an der Vereinigung von Zwickauer Mulde im Westen und Freiberger Mulde im Osten zur Vereinigten Mulde im Norden, gilt als die älteste Siedlung. Ihre Gründung fällt in die Zeit der slawischen Besiedlung. Erst im 14. Jahrhundert wurde zwischen Kleinsermuth (1331: wenigen Sermut) und Großsermuth (1368: magnum Czeremut) unterschieden. Nördlich des Zeilendorfs Großsermuth befindet sich der 1287 als Kotherycz erwähnte Ort Kötteritzsch. Bereits ein Jahr zuvor wurde ein Heinricus de Kotteritsch erwähnt, was auf einen Herrensitz im Ort deutet. Die aus Böhmen stammende Familie von Kötteritzsch besaß das Anwesen allerdings nicht lange. Aus dem Herrensitz entwickelte sich das erstmals 1528 genannte Rittergut. Dieses war ab 1547 im Besitz von Hermann von Hoff bzw. im 17. und 18. Jahrhundert im Besitz der Familie von Große. Anschließend gehörte es Carl Wilhelm Sahrer von Sahr, Wilhelm Ernst Adolph aus dem Winckel, ab 1848 Bernhard von Watzdorf und ab 1862 Robert Thode. Der „Wollkönig“ Carl Friedrich Solbrig erwarb den Grundbesitz im Jahr 1865. Das damals bestehende Herrenhaus wurde unter seinem Sohn Gustav Theodor Solbrig 1881–1882 nach Plänen des Leipziger Architekten Arwed Roßbach zu einem Schloss im Stil der Neorenaissance ausgebaut. Die Bausubstanz des alten Herrenhauses wurde dabei in den Südflügel integriert. Schloss und Rittergut Kötteritzsch gelangten gegen Ende des 19. Jahrhunderts an Arthur Becker.
Bezüglich der Grundherrschaft gehörte Kleinsermuth als Amtsdorf zum kursächsischen Amt Colditz. Auch Großsermuth gehörte anteilig als Amtsdorf zum Amt Colditz, der andere Anteil unterstand dem Rittergut Podelwitz. Die Gutssiedlung Kötteritzsch unterstand lediglich zu einem Teil dem örtlichen Rittergut Kötteritzsch, der andere Ortsanteil war Amtsdorf im Amt Colditz. Kirchlich sind Großsermuth und Kötteritzsch nach Schönbach gepfarrt, während Kleinsermuth bezüglich der Kirchenzugehörigkeit zwischen Schönbach und Collmen geteilt ist. Kleinsermuth, Großsermuth und Kötteritzsch gehörten bezüglich der Grundherrschaft bis 1856 als zum kurfürstlich-sächsischen bzw. königlich-sächsischen Amt Colditz. Bei den im 19. Jahrhundert im Königreich Sachsen durchgeführten Verwaltungsreformen wurden die Ämter aufgelöst. Dadurch kamen die drei Orte im Jahr 1856 unter die Verwaltung des Gerichtsamts Colditz und 1875 an die neu gegründete Amtshauptmannschaft Grimma. Am 9. Dezember 1875 erfolgte die Eröffnung des Abschnitts Rochlitz–Großbothen der Bahnstrecke Glauchau–Wurzen (Muldentalbahn) westlich von Großsermuth und Kötteritzsch. Einen Haltepunkt an dieser Bahnstrecke erhielt Großsermuth erst am 18. Dezember 1896. Der Haltepunkt Großsermuth wurde im Jahr 1961 in Haltepunkt Sermuth umbenannt.
In den 1930er Jahren wurde der Wetterpilz am Muldezusammenfluss zunächst aus Holz aufgestellt. 1973 wurde er durch eine Stahlvariante ersetzt. Er wird im unteren Teil des Wappens von Sermuth abgebildet, das außerdem den linksufrig gelegenen Turm des Schloss Kötteritzsch und einen Biber zeigt.

### Gemeindegebietsreformen
Am 1. Oktober 1937 schlossen sich die Orte Kleinsermuth, Großsermuth und Kötteritzsch zur Gemeinde Sermuth zusammen. Im Zuge der Bodenreform in der Sowjetischen Besatzungszone ab 1945 wurde die Familie Becker als Besitzer von Schloss Kötteritzsch enteignet. Während das Gelände des Ritterguts an Neubauern aufgeteilt wurde, entstanden im Schloss Kötteritzsch mehrere Mietwohnungen. Während der Zeit der DDR wurde das reich verzierte Dach bei einer Sanierung baulich vereinfacht. Der Zustand des Schlosses verschlechterte sich zunehmend. Durch die zweite Kreisreform in der DDR im Jahr 1952 wurde die Gemeinde Sermuth dem Kreis Grimma im Bezirk Leipzig angegliedert, der im Jahr 1990 als sächsischer Landkreis Grimma fortgeführt wurde und 1994 im Muldentalkreis bzw. 2008 im Landkreis Leipzig aufging.
Am 1. März 1991 schlossen sich die Gemeinden Sermuth und Schönbach zur Gemeinde Sermuth-Schönbach zusammen, welche sich am 1. Januar 1994 im Rahmen einer Gebietsreform mit den Gemeinden Großbothen, Kössern und Leisenau zur Großgemeinde Großbothen zusammenschloss. Das Schloss Kötteritzsch wurde im Jahr 1994 von einem Ehepaar erworben und aufwendig saniert. Mit der Stilllegung des Abschnitts Colditz–Großbothen am 28. Mai 2000 ging der Haltepunkt Sermuth außer Betrieb. Aufgrund der Lage an der Muldenvereinigung erlitt Sermuth durch das Hochwasser in Mitteleuropa 2002 große Schäden.
Bei der Auflösung der Gemeinde Großbothen kam Sermuth am 1. Januar 2011 mit den drei weiteren südlichen Ortsteilen – Leisenau, Schönbach und Zschetzsch zur Stadt Colditz. Mit seinen 600 Einwohnern zählt Sermuth zu den größeren Ortsteilen der Stadt Colditz. Die einstige Schule wird heute für das kulturelle Dorfleben genutzt.

## Persönlichkeiten
- Eberhart Reumuth (1925–1970), Stomatologe und Hochschullehrer